# ديف مورين
ديف مورين (بالإنجليزية: Dave Morin)‏ هو رجل أعمال أمريكي،من مواليد 14 أكتوبر 1980 (عمر 36)،
```
مستثمر ملاك ، والرئيس التنفيذي والمؤسس المشارك لمسار الشبكة الاجتماعية . [1] [2] [3] مدير سابق في 
الفيسبوك
 ، شارك في إنشاء منصة الفيسبوك
```

مورين هو عضو في مجلس الإدارة للولايات المتحدة الأمريكية للتزلج على الجليد رابطة (أوسا)، إيفنتبريت ، ودويل وسائل الإعلام.